# Eugéne Cornelius Arthurs
Eugéne Cornelius Arthurs (Keady, 9 aprile 1914 – Ballymena, 23 febbraio 1978) è stato un missionario e vescovo cattolico irlandese.

## Biografia
Studiò presso i preti della missione del collegio Saint Patrick di Armagh e poi nel seminario di Maynooth della Società di San Colombano per le missioni estere. Nel 1933 entrò nel noviziato rosminiano di Kilmurry. Professò i voti perpetui l'8 dicembre 1938 e fu inviato nella casa rosminiana di San Giovanni a Porta Latina a Roma per completare la sua formazione ecclesiastica.
Rientrato in patria, fu ordinato prete nel 1943 e nel 1945 fu nominato rettore della Saint Joseph's School di Clonmel.
Nel 1948 partì per le missioni nel vicariato del Kilimangiaro da cui, nel 1950, fu staccata la prefettura di Tanga, affidata ai rosminiani.
La prefettura apostolica fu elevata a diocesi il 30 maggio 1958 e Arthurs fu nominato primo vescovo residenziale di Tanga: fu consacrato il 24 agosto 1958 nella pro-cattedrale di Saint Patrick di Dundalk dal vescovo di Kilmore, Austin Quinn.
Partecipò ale sessioni del Concilio Vaticano II, durante il quale fu colpito da un infarto. Si dimise da vescovo di Tanga nel 1969 e fu trasferito alla sede titolare di Tepelta.
Si trasferì negli Stati Uniti e poi in Irlanda, dove fu nominato parroco di Braid, presso Ballymena. Colpito da un altro infarto, morì nel 1978.

## Genealogia episcopale
La genealogia episcopale è:
- Cardinale Scipione Rebiba
- Cardinale Giulio Antonio Santori
- Cardinale Girolamo Bernerio, O.P.
- Arcivescovo Galeazzo Sanvitale
- Cardinale Ludovico Ludovisi
- Cardinale Luigi Caetani
- Cardinale Ulderico Carpegna
- Cardinale Paluzzo Paluzzi Altieri degli Albertoni
- Papa Benedetto XIII
- Papa Benedetto XIV
- Papa Clemente XIII
- Cardinale Giovanni Carlo Boschi
- Cardinale Bartolomeo Pacca
- Papa Gregorio XVI
- Cardinale Castruccio Castracane degli Antelminelli
- Cardinale Paul Cullen
- Arcivescovo Joseph Dixon
- Arcivescovo Daniel McGettigan
- Cardinale Michael Logue
- Cardinale Joseph MacRory
- Cardinale  John Francis D'Alton
- Vescovo Austin Quinn
- Vescovo Eugéne Cornelius Arthurs, I.C.